# Duschák István
Duschák István (Budapest, 1951. július 10. – 2019. december 5.) magyar labdarúgó, hátvéd, edző.

## Pályafutása
A fővárosi Autótaxi NB III-as csapatában kezdte a labdarúgást. Sorkatonai szolgálata alatt a szentendrei Kossuth KFSE együttesében szerepelt kölcsönben. 1972 és 1980 között a Kaposvári Rákóczi meghatározó játékosa volt. 1975 és 1978 között nyolcvan élvonalbeli mérkőzésen szerepelt és hat gólt szerzett.
1981 nyarán a Kaposgép játékos-edzőjeként kezdte tréneri pályafutását. 1985 augusztusától a megyei bajnokságban szereplő Somogysárd csapatát irányította. 1986-tól 1989-ig Csordás István, Mathesz Imre majd Monostori Tivadar pályaedzője volt a Rákóczinál. 1989 és 1990 között ismét a Kaposgép  edzője volt. 1992 novemberében az NB III-as Barcs vezetőedzője lett. Ezt a posztját 1993 nyaráig töltötte be. 1994 januárjától a Rákóczi FC-nél technikai-vezetőként tevékenykedett. Ezeken kívül a hetesi csapat szakmai munkáját is vezette.